# Hraniční kámen v Ostrovačicích
Hraniční kámen v městysi Ostrovačice v okrese Brno-venkov je kulturní památkou České republiky.

## Popis
U zdi fary v blízkosti kostela svatého Jana Křtitele a Václava stojí hraniční kámen z roku 1735, který vytyčoval hranici lesního katastru rajhradských benediktýnů.
Hraniční kámen je plochý obdélníkový asi 70 cm vysoký s půlkruhovou horní částí usazen na obdélné podnoži. Okolí kamene je upraveno žulovými kostkami. Na čelní straně je vyrytý nápis:
| „ | H R / 1735 | “ |